# Chaise d'accouchement

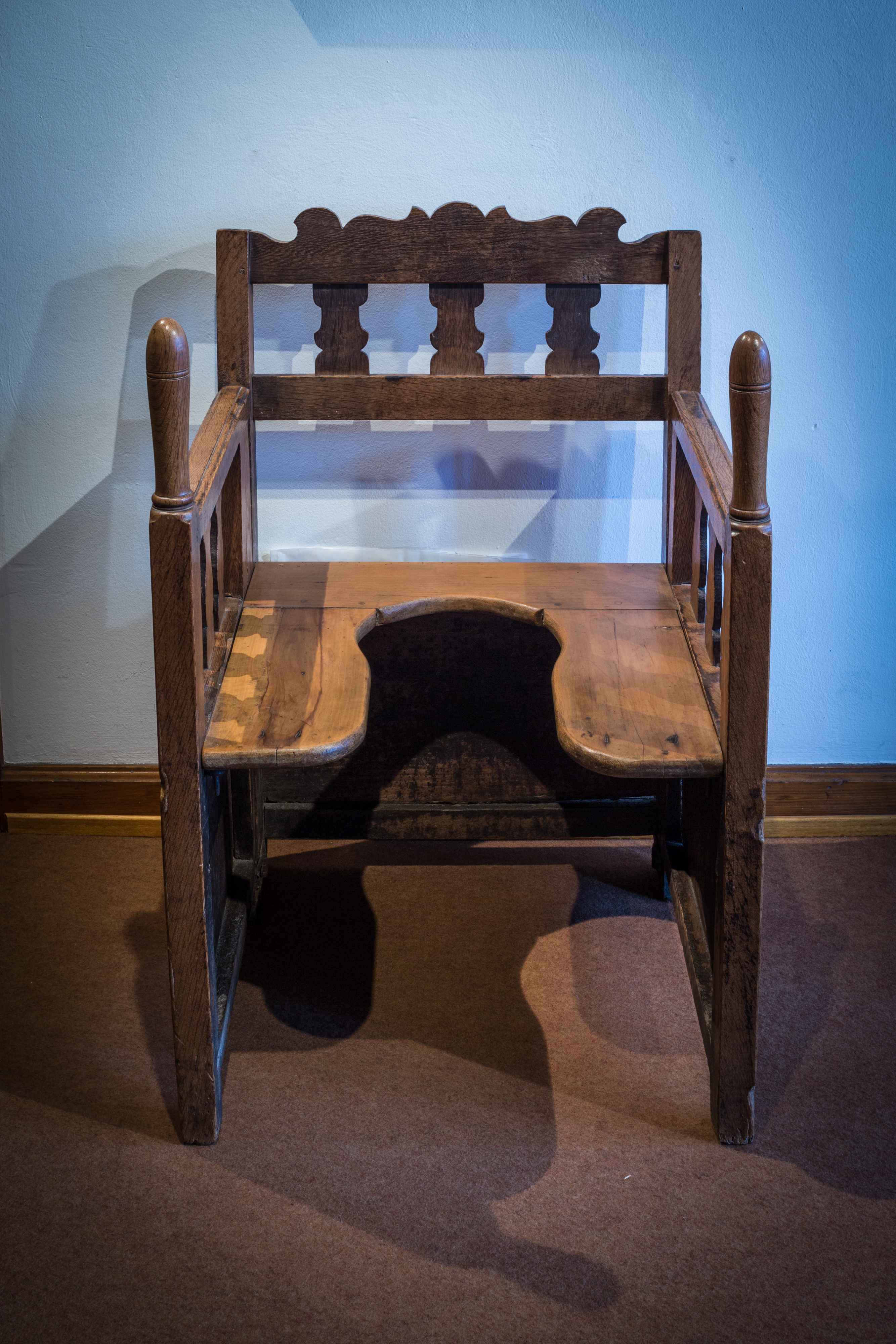
Chaise d'accouchement (Musée alsacien)

La chaise d'accouchement est un siège conçu pour un usage obstétrical : le travail de la parturiente était facilité par la position assise et la loi universelle de la gravitation. Connu depuis l’Antiquité, ce type de fauteuil fut d'usage également en France jusqu’au XVIIIe siècle, jusqu'à ce qu'il soit délaissé pour laisser la place au lit de travail, sur les recommandations de François Mauriceau.  L'accouchement au siège pouvait se dérouler sans intervention de la « ventrière » ou sage-femme ou  médecin accoucheur sauf complications (mauvaises positions fœtales, malaises de la parturiente, etc.)

## Historique
Le siège d’accouchement existe en Égypte à partir de la 6e dynastie, soit 2500 av. J.-C. environ et a été largement utilisé dans le monde gréco-romain. 
Largement répandue en Europe au Moyen Âge, le siège d’accouchement est utilisé en France jusqu'au XVIIIe siècle. Son usage était si répandu que les familles aisées possédaient la leur de génération en génération.
Au XVIIIe siècle, les médecins adoptent peu à peu la position mi-allongée sur un lit de travail. Toutefois, « la Lorraine, l'Alsace et tous les pays germaniques restent fidèles [à la chaise d’accouchement] aux XVIIIe et XIXe siècles ». 
Aujourd'hui, des chaises d'accouchement sont conservées dans quelques musées d’Alsace, cependant l'usage d'accoucher en position assise retrouve de la faveur, surtout en Allemagne, où un siège de conception contemporaine est tenu à la disposition des parturientes.

## Utilisation
En Alsace, lorsqu'une femme était sur le point d'accoucher, on allait chercher la sage-femme du village. Celle-ci faisait porter jusque chez la parturiente la chaise d'accouchement, meuble communautaire qui était entreposé à son domicile.
La femme s'asseyait sur ce siège, qui dispose d'une assise découpée en forme de fer à cheval. Grâce à cette découpe dans le bois, la sage-femme, assise devant la parturiente sur un siège bas, pouvait pratiquer les gestes nécessaires sur la femme en couches, celle-ci étant maintenue sur le siège par une autre femme placée derrière elle. La sortie de l'enfant était facilitée par la loi de la gravité, qui facilitait sa descente. Les accotoirs permettaient à la parturiente de se tenir avec force durant les contractions. 
Certains de ces fauteuils étaient pliables afin d'en faciliter le transport et la rangement. Les différents éléments étaient assemblés par des charnières ou des crochets. Généralement, l’assise et le dossier se repliaient l'un sur l'autre grâce à des charnières métalliques, tandis que les côtés se repliaient l’un devant l’autre contre le dossier. Parfois, les accotoirs étaient reliés au dossier par deux crochets en fer.